# Nichols Islands
Nichols Islands är öar i Kanada.   De ligger i territoriet Nunavut, i den centrala delen av landet, 3 400 km nordväst om huvudstaden Ottawa. Arean är 0,42 kvadratkilometer.
Terrängen på Nichols Islands är mycket platt. Öns högsta punkt är 19 meter över havet. Den sträcker sig 0,8 kilometer i nord-sydlig riktning, och 1,3 kilometer i öst-västlig riktning.